# Trophée de la recrue offensive
Le Trophée de la recrue offensive est un trophée de hockey sur glace. Il est remis annuellement depuis la saison 1998-1999 au joueur qui a su démontrer les meilleures qualités offensives durant sa première saison en tant que joueur dans la Ligue nord-américaine de hockey.

## Récipiendaires du trophée
| Saison    | Vainqueur                        | Équipe                                      |
| --------- | -------------------------------- | ------------------------------------------- |
| 1998-1999 | Mario DeBenedictis               | Dragons de Saint-Laurent                    |
| 1999-2000 | Patrick Deraspe                  | Rapides de LaSalle                          |
| 2000-2001 | David Saint-Pierre               | Dragons de Saint-Laurent                    |
| 2001-2002 | Mathieu Benoît David Thibeault   | Dragons de Verdun Prolab de Thetford Mines  |
| 2002-2003 | Yannick Tremblay                 | Lacroix de Windsor                          |
| 2003-2004 | Samuel Paquet                    | Promutuel de Rivière-du-Loup                |
| 2004-2005 | Jean-Michel Daoust               | Saint-François de Sherbrooke                |
| 2005-2006 | Michaël Tessier                  | Cristal de Saint-Hyacinthe                  |
| 2006-2007 | Karl Gagné                       | Radio X de Québec                           |
| 2007-2008 | Kevin Asselin                    | Top Design de Saint-Hyacinthe               |
| 2008-2009 | Nicolas Robillard                | CRS Express de Saint-Georges                |
| 2009-2010 | Dany Roussin                     | CRS Express de Saint-Georges                |
| 2010-2011 | Pierre-Luc Faubert               | Caron et Guay de Trois-Rivières             |
| 2011-2012 | Hugo Carpentier                  | Marquis de Saguenay                         |
| 2012-2013 | Alex Bourret                     | Riverkings de Cornwall                      |
| 2013-2014 | Maxime Villemaire                | Isothermic de Thetford Mines                |
| 2014-2015 | Yannick Riendeau                 | Marquis de Jonquière                        |
| 2015-2016 |                                  |                                             |
| 2016-2017 |                                  |                                             |
| 2017-2018 |                                  |                                             |
| 2018-2019 | Danick Paquette Alexandre Giroux | Marquis de Jonquière Assurancia de Thetford |